# Lutterbach
Lutterbach je občina v departmaju Haut-Rhin francoske regije Alzacija.
Leta 1990 je v občini živelo 5 325 oseb oz. 622 oseb/km².